# Клінт (Техас)
Клінт (англ. Clint) — місто (англ. town) в США, в окрузі Ель-Пасо штату Техас. Населення — 923 особи (2020).

## Географія
Клінт розташований за координатами 31°35′25″ пн. ш. 106°13′43″ зх. д. / 31.59028° пн. ш. 106.22861° зх. д. (31.590195, -106.228679).  За даними Бюро перепису населення США в 2010 році місто мало площу 5,11 км², з яких 5,09 км² — суходіл та 0,02 км² — водойми.

## Демографія
Згідно з переписом 2010 року, у місті мешкало 926 осіб у 320 домогосподарствах у складі 247 родин. Густота населення становила 181 особа/км².  Було 342 помешкання (67/км²).
Расовий склад населення:
| - 95,8 % — білих - 1,0 % — корінних американців - 0,3 % — чорних або афроамериканців - 0,1 % — азіатів - 2,8 % — осіб інших рас |

До двох чи більше рас належало 0,0 %. Частка іспаномовних становила 89,8 % від усіх жителів.
За віковим діапазоном населення розподілялося таким чином: 24,1 % — особи молодші 18 років, 57,4 % — особи у віці 18—64 років, 18,5 % — особи у віці 65 років та старші. Медіана віку мешканця становила 42,4 року. На 100 осіб жіночої статі у місті припадало 85,2 чоловіків;  на 100 жінок у віці від 18 років та старших — 88,5 чоловіків також старших 18 років.
Середній дохід на одне домашнє господарство  становив 52 845 доларів США (медіана — 33 542), а середній дохід на одну сім'ю — 69 508 доларів (медіана — 61 042). Медіана доходів становила 45 938 доларів для чоловіків та 30 625 доларів для жінок. За межею бідності перебувало 31,0 % осіб, у тому числі 49,4 % дітей у віці до 18 років та 22,5 % осіб у віці 65 років та старших.
Цивільне працевлаштоване населення становило 311 осіб. Основні галузі зайнятості: освіта, охорона здоров'я та соціальна допомога — 28,6 %, науковці, спеціалісти, менеджери — 16,7 %, транспорт — 11,9 %, будівництво — 10,6 %.